# George Miron
George Andrei Miron (Galați, 28 maggio 1994) è un calciatore rumeno, difensore del Botoșani.

## Carriera
Ha giocato nella massima serie rumena.

## Statistiche

### Presenze e reti nei club
Statistiche aggiornate al 26 ottobre 2021.
| Stagione        | Squadra         | Campionato      | Campionato | Campionato | Coppe nazionali | Coppe nazionali | Coppe nazionali | Coppe continentali | Coppe continentali | Coppe continentali | Altre coppe | Altre coppe | Altre coppe | Totale | Totale |
| Stagione        | Squadra         | Comp            | Pres       | Reti       | Comp            | Pres            | Reti            | Comp               | Pres               | Reti               | Comp        | Pres        | Reti        | Pres   | Reti   |
| --------------- | --------------- | --------------- | ---------- | ---------- | --------------- | --------------- | --------------- | ------------------ | ------------------ | ------------------ | ----------- | ----------- | ----------- | ------ | ------ |
| 2014-2015       | Oțelul Galați   | L1              | 22         | 1          | CR+CdL          | 1+0             | 0               |                    | -                  | -                  |             | -           | -           | 23     | 1      |
| 2015-2016       | Botoșani        | L1              | 26         | 0          | CR+CdL          | 2+1             | 0               | UEL                | 1                  | 0                  |             | -           | -           | 30     | 0      |
| 2016-2017       | Botoșani        | L1              | 31         | 1          | CR+CdL          | 0+1             | 0               |                    | -                  | -                  |             | -           | -           | 32     | 1      |
| 2017-2018       | Botoșani        | L1              | 36         | 2          | CR              | 4               | 0               |                    | -                  | -                  |             | -           | -           | 40     | 2      |
| 2018-2019       | Botoșani        | L1              | 36         | 2          | CR              | 1               | 0               |                    | -                  | -                  |             | -           | -           | 37     | 2      |
| 2019-feb. 2020  | Botoșani        | L1              | 21         | 2          | CR              | 0               | 0               |                    | -                  | -                  |             | -           | -           | 21     | 2      |
| Totale Botoșani | Totale Botoșani | Totale Botoșani | 150        | 7          |                 | 9               | 0               |                    | 1                  | 0                  |             | -           | -           | 160    | 7      |
| feb.-mag. 2020  | FCSB            | L1              | 9          | 1          | CR              | 4               | 0               |                    | -                  | -                  |             | -           | -           | 13     | 1      |
| 2020-2021       | FCSB            | L1              | 32         | 0          | CR              | 0               | 0               | UEL                | 1                  | 0                  |             | -           | -           | 33     | 0      |
| 2021-2022       | FCSB            | L1              | 4          | 1          | CR              | 1               | 0               | UECL               | 0                  | 0                  | SR          | 0           | 0           | 5      | 1      |
| Totale FCSB     | Totale FCSB     | Totale FCSB     | 45         | 2          |                 | 5               | 0               |                    | 1                  | 0                  |             | 0           | 0           | 51     | 2      |
| Totale carriera | Totale carriera | Totale carriera | 217        | 10         |                 | 15              | 0               |                    | 2                  | 0                  |             | 0           | 0           | 234    | 10     |

## Palmarès

### Club

#### Competizioni nazionali
- Coppa di Romania: 1

FCSB: 2019-2020